# マジオネット
株式会社マジオネットは、東京都新宿区に本社を置く企業。

## 沿革
- 1946年1月 - 株式会社調布自動車訓練所設立。
- 1988年5月 - 株式会社調布自動車学校が、有限会社藤枝中央自動車学校を買収
- 1995年9月 - 藤枝中央自動車学校を有限会社から株式会社に組織変更
- 1997年
  - 1月 - 藤枝中央自動車学校が株式会社調布自動車学校より分社、独立。麑城産業株式会社に資本参加
  - 7月 - グローバル10を象徴する「GIO」を織り込み、社名をマジオネット(初代)に変更し、本社を東京都新宿区に移転。藤枝自動車学校は藤枝事業所として支店登記
- 1999年1月 - 麑城産業に吸収合併後、社名をマジオネット(2代目)に改称（逆さ合併による統合）
- 2001年1月 - 自動車教習所の名称として「マジオドライビングスクール」を制定し、藤枝自動車学校は藤枝校に、麑城自動車学校は鹿児島校となる
- 2003年
  - 4月 - 東亜紡織よりトーア自動車学校を買収
  - 8月 - トーア自動車学校を「マジオドライビングスクール」へ統合、大垣校となる
- 2006年6月 - 大垣事業所フォークリフト講習開始
- 2008年4月 - マジオワークライセンススクール鹿児島校開校
- 2009年7月 - オートバックスセブンより多摩ドライビングスクールと西武自動車学校を買収[2]。
- 2009年10月 - 旭工業から春日井自動車学校を買収
- 2010年 - 西武自動車学校を閉鎖
- 2011年3月 - 春日井自動車学校にてフォークリフト講習開始、マジオワークライセンススクール春日井校開校
- 2012年7月 - マジオワークライセンススクール多摩校及び藤枝校開校
- 2013年4月 - マジオワークライセンススクール小牧校開校
- 2014年
  - 11月 - マジオワークライセンススクール浜松校開校
  - 12月 - 「道路交通安全マネジメントシステム」が日本品質保証機構よりISO 39001の認証を取得[3]
- 2015年
  - 1月 - 自動車教習所の名称を「マジオドライビングスクール」から「マジオドライバーズスクール」へ変更し、既存の藤枝校と大垣校の名称変更に加え、春日井自動車学校と多摩ドライビングスクールを「マジオドライバーズスクール」へ統合
  - 3月 - 南海紀の川自動車学校と熱海自動車学校を買収、マジオワークライセンススクール熊谷校開校
  - 5月 - マジオワークライセンススクール熊本校開校
  - 11月 - 南海紀の川自動車学校を「マジオドライバーズスクール」へ統合、和歌山校となる
  - 12月 - マジオワークライセンススクール秦野校開校
- 2016年1月 - 熱海自動車学校を「マジオドライバーズスクール」へ統合、熱海校となる
- 2021年
  - 1月 - 伊香保おもちゃと人形自動車博物館を運営するドーリーを買収し、グループ入り
  - 4月 - 日本通運より杉並自動車学校（日通自動車学校の事業を吸収分割により継承）を買収し、グループ入り

## 事業所
本社
- 東京都新宿区新宿5-16-11　新宿光ビル5階

## 自動車教習所

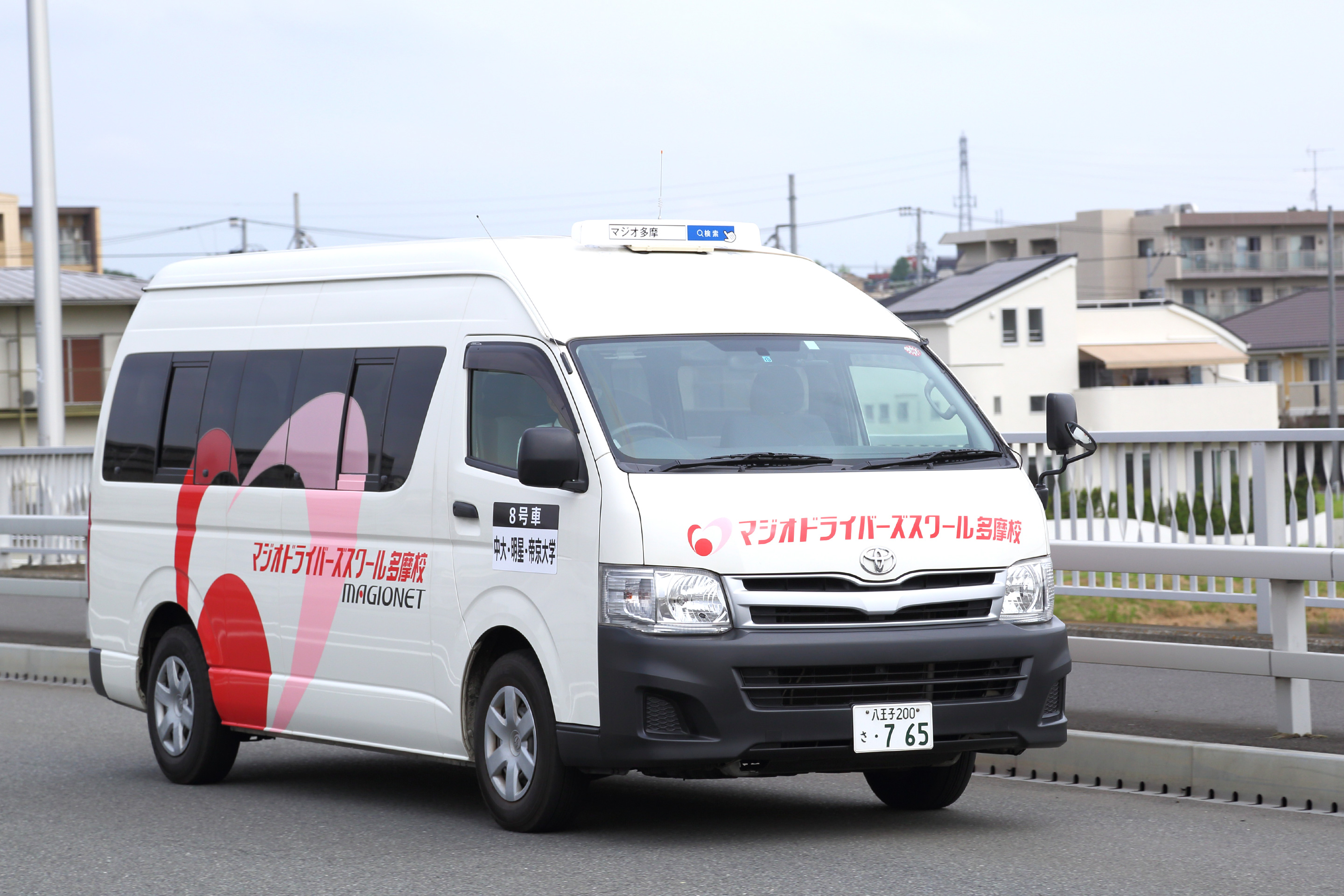
多摩校送迎車

東京都
- マジオドライバーズスクール多摩校
- 杉並自動車学校

静岡県
- マジオドライバーズスクール藤枝校
- マジオドライバーズスクール熱海校

愛知県
- マジオドライバーズスクール春日井校

岐阜県
- マジオドライバーズスクール大垣校

和歌山県
- マジオドライバーズスクール和歌山校

鹿児島県
- マジオドライバーズスクール鹿児島校

## 都道府県労働局長登録教習機関
群馬県
- マジオワークライセンススクール太田校

埼玉県
- マジオワークライセンススクール熊谷校
- マジオワークライセンススクール八潮校
- マジオワークライセンススクール所沢校

千葉県
- マジオワークライセンススクール白井校

東京都
- マジオワークライセンススクール多摩校
- マジオワークライセンススクール瑞穂校

神奈川県
- マジオワークライセンススクール海老名校
- マジオワークライセンススクール厚木校
- マジオワークライセンススクール秦野校

静岡県
- マジオワークライセンススクール藤枝校
- マジオワークライセンススクール富士校
- マジオワークライセンススクール浜松校

愛知県
- マジオワークライセンススクール豊橋校
- マジオワークライセンススクールみよし校
- マジオワークライセンススクール春日井校
- マジオワークライセンススクール小牧校
- マジオワークライセンススクール蟹江校

岐阜県
- マジオワークライセンススクール大垣校

三重県
- マジオワークライセンススクール四日市校
- マジオワークライセンススクール津校

滋賀県
- マジオワークライセンススクール湖南校

大阪府
- マジオワークライセンススクール東大阪校

和歌山県
- マジオワークライセンススクール和歌山校

静岡県
- マジオワークライセンススクール藤枝校

熊本県
- マジオワークライセンススクール熊本校

鹿児島県
- マジオワークライセンススクール鹿児島校

## マジオドライバーズスクール多摩校
マジオドライバーズスクール多摩校は、東京都日野市にある東京都公安委員会指定自動車教習所である。旧名称は多摩ドライビングスクールで通称「多摩ドラ」であった。

## マジオドライバーズスクール藤枝校
マジオドライバーズスクール藤枝校は、静岡県藤枝市にある静岡県公安委員会指定自動車教習所である。
1970年（昭和45年）に藤枝中央自動車学校として設立された。1997年（平成9年）に株式会社マジオネットグループとなり現在の名称となる。
所在地は、静岡県藤枝市内瀬戸115-2。
取扱免許は、普通自動車（第一種・第二種）、中型自動車、大型自動二輪車、普通自動二輪車免許。

## マジオドライバーズスクール熱海校
マジオドライバーズスクール熱海校は、静岡県熱海市にある指定自動車教習所である。2016年1月1日より熱海自動車学校から改称した。

### 教習科目
- 普通自動車のみ
- ペーパードライバーコース
- 高齢者講習
- シニア講習
- 熟年コース

### 周辺
- 翔健会熱海温泉病院
- 七尾会館
- スパックス熱海伊豆山
- ロイヤルガーデン熱海伊豆山

### 交通案内
- JR熱海駅から徒歩29分

## マジオワークライセンススクール海老名校
マジオワークライセンススクール海老名校は、神奈川県海老名市中野にある、2023年10月開校の神奈川県労働局長登録教習機関。

### 教習
- フォークリフト運転技能講習

### 姉妹校
- マジオドライバーズスクール熱海校

## マジオドライバーズスクール春日井校
マジオドライバーズスクール春日井校（マジオダライバースクルールかすがいこう）は、愛知県春日井市明知町にある、愛知県公安委員会指定の自動車学校である。2015年1月1日より春日井自動車学校から改称した。
所在地：愛知県春日井市明知町字西尾口230-1

### 取扱免許
- 普通自動車免許（AT車・MT車・二種）
- 大型自動二輪車免許（AT車・MT車）
- 普通自動二輪車免許（AT車・MT車・AT小型・MT小型）

### 取扱講習
- 高齢者講習
- ペーパードライバー講習
- 原動機付自転車技能試験講習

## マジオドライバーズスクール大垣校
マジオドライバーズスクール大垣校は、岐阜県大垣市世安町にある岐阜県公安委員会指定自動車教習所である。
1973年（昭和48年）にトーア自動車学校として設立された。2003年（平成15年）に株式会社マジオネットグループとなり現在の名称となる。2023年7月に、全国の自動車学校で始めてCBTSのテストセンターが設置された。テストセンターでは日商簿記検定や漢字検定、秘書検定など、100種類以上の試験の受験が可能となっている。

### 取扱免許
- 普通自動車（第一種・第二種）
- 中型自動車
- 大型自動車
- 大型特殊自動車
- けん引自動車
- 大型自動二輪車
- 普通自動二輪車
- フォークリフト技能講習

## マジオドライバーズスクール和歌山校
マジオドライバーズスクール和歌山校は、和歌山県和歌山市市小路にある和歌山県公安委員会指定自動車教習所。
1962年（昭和37年）に南海紀の川自動車学校として設立された。2015年（平成27年）3月に株式会社マジオネットグループとなり同年11月にマジオドライバーズスクール和歌山校と改める。
取扱免許は、普通自動車、普通自動二輪車、普通自動二輪車小型の免許である。

## マジオドライバーズスクール鹿児島校
マジオドライバーズスクール鹿児島校は、鹿児島県鹿児島市冷水町にある鹿児島県公安委員会指定自動車教習所。
1954年（昭和29年）に麑城自動車学校として設立された。1999年（平成11年）に株式会社マジオネットグループとなりマジオドライビングスクール麑城と改める。2008年（平成20年）に現在の名称となる。

### 取扱免許
- 普通自動車
- 中型自動車
- 大型自動車
- 大型特殊自動車
- けん引
- 大型自動二輪車
- 普通自動二輪車

### 姉妹校
- マジオワークライセンススクール鹿児島校

## マジオワークライセンススクール鹿児島校
マジオワークライセンススクール鹿児島校は、鹿児島県鹿児島市にある、2008年4月開校の鹿児島県労働局長登録教習機関。

### 教習
- フォークリフト運転技能講習
- 小型移動式クレーン運転技能講習
- 玉掛け技能講習

### 姉妹校
- マジオドライバーズスクール鹿児島校

## 関連会社
- パルプランニング
- ワイワイ